# Marius Urzică
Marius Daniel Urzică (ur. 30 września 1975 w Toplița) – rumuński gimnastyk. Czterokrotny medalista olimpijski.
Specjalizował się w ćwiczeniach na koniu z łękami i międzynarodowe sukcesy odnosił głównie w tej konkurencji. W Atlancie zajął drugie miejsce, cztery lata później nie miał sobie równych. W Atenach wywalczył ponownie srebrny medal w swojej koronnej konkurencji oraz brąz w drużynie. Był także wielokrotnym medalistą mistrzostw świata (złoto w 1994, 2001, 2002) oraz Europy. Karierę zakończył w 2005.

## Starty olimpijskie (medale)
Atlanta 1996
- koń z łękami –  srebro

Sydney 2000
- koń z łękami –  złoto

Ateny 2004
- koń z łękami –  srebro
- drużyna –  brąz